# Shimmer and Shine
Shimmer and Shine è una serie animata statunitense-canadese creato da Farnaz Esnaashari-Charmatz nonché uno spettacolo basato su un episodio pilota del settembre 2013 che negli Stati Uniti andò in onda su Nick Jr. e in Canada su Treehouse. L'11 febbraio 2016, la serie venne rinnovata per una seconda stagione, la quale fu trasmessa dall'11 giugno dello stesso anno. In Italia andò in onda prima su Nick Jr. dal 16 novembre 2015 e poi su Cartoonito la tempo su Italia 1. dal 17 ottobre 2016, con la sigla italiana e le canzoni interpretate da Silvia Pinto e Virginia Ruspini.

## Trama
Il cartone ruota attorno alla vita di una ragazzina di nome Leah e del suo vicino di casa Zac. I due hanno scoperto una bottiglia magica, la quale fa fuoriuscire due geniette gemelle di nome Shimmer e Shine. La piccola Leah vorrebbe utilizzare i desideri per risolvere i suoi problemi e per fare in modo che il loro segreto non venga svelato. Nella seconda stagione, i due bambini si trasferiscono alle cascate Zahramì, un luogo magico nonché la residenza di Shimmer e Shine. Qui i ragazzi fanno amicizia con la loro sovrana, la Principessa Samira e Roya il suo pavone. I ragazzi uniscono le forze per sconfiggere la loro nemica, la strega Zeta.

## Episodi

### Prima stagione (2015-2016)
1. Il primo desiderio
2. La cosa più dolce del mondo
3. Zac alla ricerca del dinosauro
4. La casa sull'albero
5. Un disastro maialesco
6. Shimmer e Shine geniette pirata
7. Luci, camera e ... geniette!
8. La rivisitazione de Il Lago dei Cigni
9. Abraca-genietta
10. Le geniette incontrano Babbo Natale
11. Per mille geni, la navicella spaziale si è rotta!
12. Halloween con Shimmer e Shine
13. Un perfetto pigiama party
14. Ad ogni gioco il suo premio
15. Campioni di bowling
16. Come andare sullo skateboard
17. La casa delle bambole dei sogni
18. Fuga da capre
19. Buon desideri-versario!

### Seconda stagione (2016-2017)
1. Benvenuti alle Cascate Zahramì
2. Genio in bottiglia
3. Gara di velocità
4. Un salvataggio rischioso
5. I biscotti volanti
6. Il maniero delle sirene
7. Avventura sulla neve
8. Il grande sonno stellare
9. Una corsa contro il tempo
10. Alla ricerca dei tesori perduti
11. Una rinfrescante vacanza
12. L'incontro con la Regina Cristallina
13. Attenti al pollo gigante
14. L'occhio del ciclope
15. Il volo del zumicorno
16. Doppio guaio geniesco
17. Un grifoncino di nome Zain
18. Escursione al monte Navine
19. Ora guardala
20. Cercasi talento
21. Il ritorno della Regina Cristallina
22. Il pupazzo di gomma
23. La camera da letto dei cuccioli
24. Non fate arrabbiare mamma uccello
25. Divertimento fresco
26. Gli sfortunati allenamenti di Zeta
27. Come rovinare il crudele piano di Zeta
28. Non si cinguettò come un canarino
29. Controlliamo le pozioni
30. Attenti al raffreddore
31. Zora la genietta pirata
32. Alla ricerca del tesoro sommerso
33. Facile come una torta
34. Una trappola nella giungla per Zeta
35. Il mistero della Torre

### Terza stagione (2017-2018)
1. Cog il cane cerca-collane
2. Il Genio Wishy Washy
3. Attenti ai tappeti volanti
4. I racconti del drago
5. Un arcobaleno alle Cascate Zahramì
6. Nuovo look di capelli
7. Il potere del fiore
8. Quando Samira conobbe Zeta
9. Non toccare niente, Zeta!
10. Genio per un giorno
11. Zac detective in cerca di indizi
12. Cosa viene dopo "Abracabadra"?
13. Ritorno alla casa sull'albero
14. La riunione di famiglia di Nazboo
15. Una mitica creatura nella giungla
16. L'ultima ricerca di Cog
17. Gli apprendisti genietti-maghetti
18. Un pinguino speciale
19. Giochi d'acqua
20. Un mondo di brillantini
21. La principessa delle gemme
22. A scuola di Brilla-magie
23. Avventura sul fondale
24. La fiera del divertimento ghiacciato
25. Le cuccioliadi
26. La polvere avvera-sogni
27. Attenti a quel che desiderate
28. Nila fuori dall'acqua
29. Il "Sogno che cammina"
30. Un lampo-puledro per Shaya
31. Una consegna speciale
32. Il giorno 'coccolanimali'
33. Un genio coraggioso
34. La perla arcobaleno
35. Il cristallo dei desideri

### Quarta stagione (2018-2020)
1. Gli oceani si incontrano
2. Un tè davvero speciale
3. Alla volta dei cieli Zaramì
4. Cuccioli alla riscossa
5. Arcobaleno in fuga
6. Avventura in maschera
7. Scuola di pozioni
8. La stella magica degli zumicorni
9. La nube-lampo esplosiva
10. Arcobaleni alla riscossa
11. Una miscela pericolosa
12. La gemma del pittore
13. Una giornata senza fine
14. Il "Salone degli Zumicorni"
15. La gara degli Zumicorni
16. Il giardino del cielo
17. Lo Zumicorno Drago
18. Amici in bottiglia
19. Caccia alla gemma
20. L'addestratrice di draghi
21. Una torta per Roya
22. Magia a quattro zampe
23. Pigiama party con Zeta
24. Geniette in fasce
25. La parata degli zumicorni
26. Un draghetto potentissimo
27. La sorella di Zeta
28. La lista sbagliata
29. La leggenda della gemma del drago
30. Un pollo dispettoso
31. I braccialetti di Adara
32. Torna a casa, Nazboo
33. Surf sulle nuvole
34. Viaggio a Oceanea Zahramì
35. La strega del mare
36. Il ballo delle meduse
37. Una festa per Zeta
38. La genietta del dentino
39. Le sorprese delle conchigliose
40. Il pesce aspira-magie
41. Il luccincanto
42. Hot Dog per tutti
43. Coccinelle in libertà
44. Una maga senza poteri
45. La baia degli Zicorni
46. Le luci di Oceanea
47. Puzzolenti come uno Zkunk
48. Zeta dà una mano

## Personaggi e doppiatori

### Protagonisti
- Leah, doppiata da Valentina Arru
- Zac, doppiato da Patrizia Mottola
- Shimmer, doppiata da Valentina Pallavicino
- Shine, doppiata da Katia Sorrentino
- Principessa Samira, doppiata da Emanuela Pacotto
- Kaz, doppiato da Federica Valenti
- Imperatrice Regina Caliana
- Layl
- Shaya
- Nila
- Guardiano delle sirene Gem
- Zia
- Niva
- Capitan Zora
- Dalia
- Genio Wishy Washy

### Antagonisti
- Zeta, doppiata da Federica Valenti
- Nazboo

## Distribuzione

### Home video
- Shimmer and Shine (2017).
Il DVD contiene gli episodi: La casetta sull'albero, Geniette all'arrembaggio, La cosa più dolce, Ciak! Geniette, si gira!, Maialini... in coperta, Lo spettacolo di magia e Un dinosauro in giardino.
- Shimmer and Shine - Benvenuti alle cascate Zahramay (2017).
Il DVD contiene gli episodi: Benvenuti alle cascate Zahramay, Il primo desiderio - prima e seconda parte e Buon Desideriversario.
- Shimmer and Shine - Amiche divine (2017).
Il DVD contiene gli episodi: Un'avventura sott'acqua, Gara di velocità, Un salvataggio eccezionale, La gemma di ghiaccio, Fulmine in bottiglia, Geni in bottiglia, Doppio guaio e Una collana speciale.
- Shimmer and Shine - Il volo magico (2017).
Il DVD contiene gli episodi: Caccia al tappeto, Biscotti volanti, Un amico dallo spazio, Un desiderio per geni, La gemma di neve e La casa delle bambole.
- Shimmer and Shine - Cuccioli giocosi delle cascate Zahramay (2018).
Il DVD contiene gli episodi: Animali da palcoscenico, Camerette perfette, Il cucciolo di Ziffilo, La volpe Zahramì, Una cura speciale, Pasticcio nella giungla, Le pozioni magiche e Mamma per caso.
- Shimmer and Shine - Misfatto magico (2018).
Il DVD contiene gli episodi: La strega minuscola, Il lancio allo Zumicorno, Genietta per un giorno, La prigione di cristallo, Piccoli grandi problemi, Gobi il gommoso, Una dolcissima ricetta e Samira and Zeta (contenuti extra : Festa al parco acquatico).
- Shimmer and Shine - Oltre le cascate arcobaleno (2018).
Il DVD contiene gli episodi: L’arcobaleno Zahramì, Sulle tracce di Darpoppy, Le acconciature di Ayla, Il Brilla-albero, Un mondo di brillantini, Giochi d’acqua e Un pinguino speciale.
- Shimmer and Shine - Ballo... che passione! (2019).